# Stadtbibliothek Pirna
Die Stadtbibliothek Pirna ist eine öffentliche Bibliothek in Pirna. Sie verfügt über einen Bestand von über 60.000 Medien.

## Geschichte der Bibliothek

### Hausgeschichte

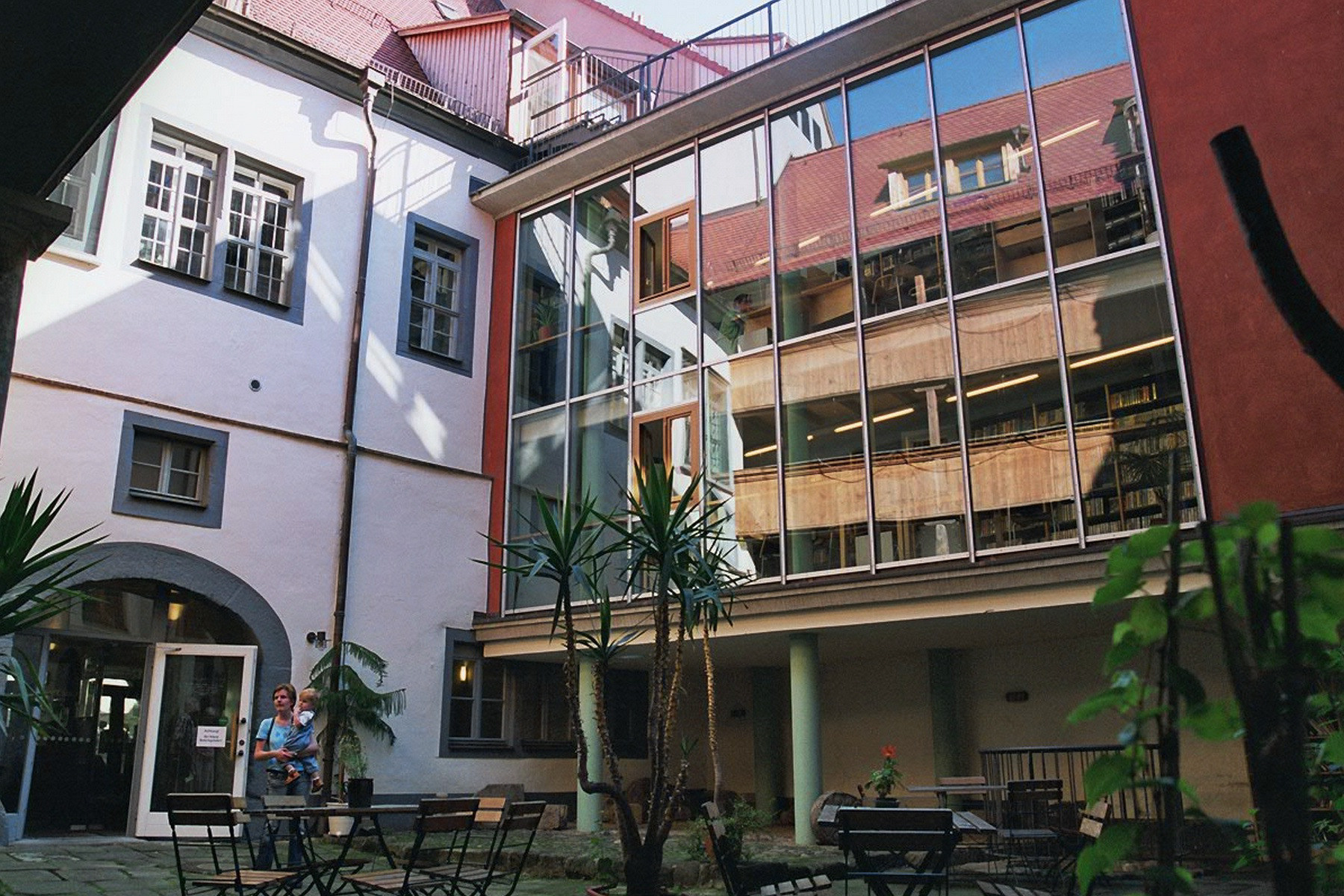
Blick in den Innenhof der Stadtbibliothek Pirna

Durch aufwendige Renovierung wurde das alte Bürgerhaus, in welchem sich heute die Stadtbibliothek Pirna befindet, vor dem Zerfall gerettet und durch seine neue Nutzung der Öffentlichkeit zugänglich gemacht. Die Geschichte des Gebäudes in der Pirnaer Altstadt reicht bis zur Gründung der Stadt um das Jahr 1200 zurück und ist eng verbunden mit der des benachbarten Dominikaner-Klosters. Aus mündlichen Überlieferungen geht hervor, dass es sich bei dem nördlichen Teil des Hauses, um das Haus des Klosterabtes gehandelt hat. Inwieweit das Gebäude zum Kloster gehörte und zu welchem Zweck es gedient hat, konnte bis heute nicht eindeutig geklärt werden.
Nach Auswertungen der Forschungen nimmt man an, dass in der Phase des Entstehens der ersten massiven Häuser nach Gründung der Stadt, auf der Dohnaischen Gasse zwei nebeneinander liegende Parzellen bebaut waren und die beiden „Kernbauten“ für das später entstehende große Anwesen darstellten. Im Laufe der nachfolgenden Epochen wurde dem Haus immer mehr zugefügt, so dass die beiden einzeln stehenden „Kernbauten“ später miteinander verbunden waren. Aus den frühen Zeiten des Anfangs sind noch der heutige Keller, der Gotische Saal und Teile des Obergeschosses erhalten. Der Gotische Saal bietet einen würdigen Rahmen für Veranstaltungen jeglicher Art und steht auch zur privaten Vermietung zur Verfügung. Besonders charakteristisch für diesen Raum ist die reich bemalte Holzbalkendecke aus der Zeit kurz nach 1470. Sehr sehenswert sind auch die bemalten Holzbalkendecken im 1. Obergeschoss, dessen Motive sich auch vereinzelt auf den Wänden wieder finden. Mit ein bisschen Phantasie kann man sich so die Pracht der Räume im späten 17. Jahrhundert vorstellen.
Von der alten Küche des Hauses sind nur noch Reste des Rauchabzuges, der so genannten „Schwarzküche“ im heutigen Treppenhaus sichtbar.

### Bibliotheksgeschichte

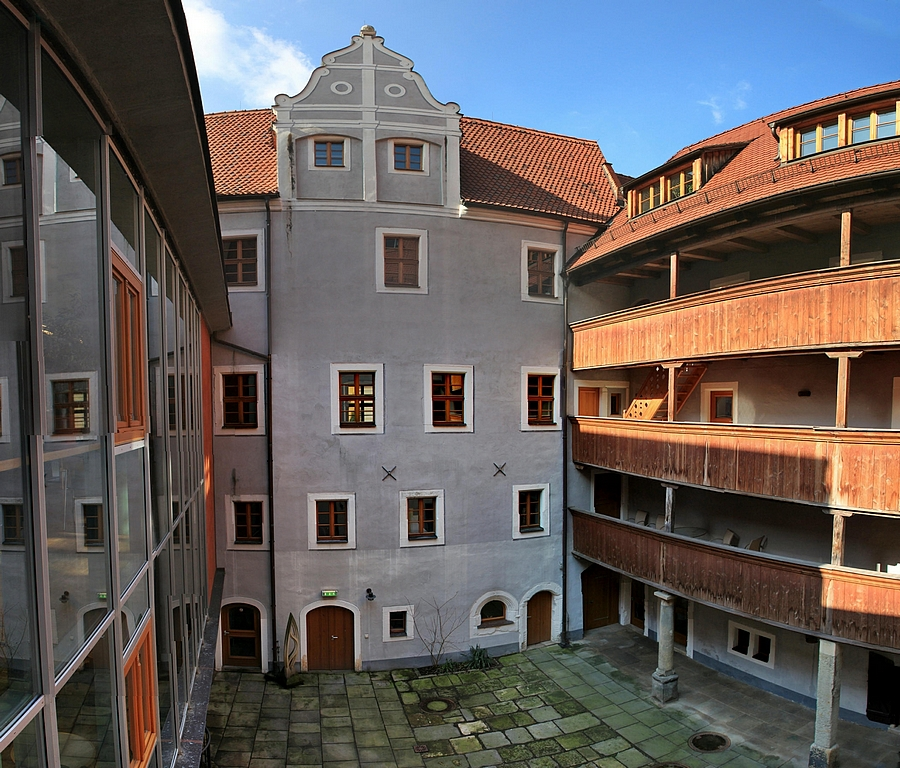
Blick in den Innenhof der Bibliothek mit dem dreigeschossigen Laubengang im nördlichen Seitenhaus

Die Anfänge des Leihbüchereiwesens reichen in Pirna bis ins frühe 18. Jahrhundert zurück. Der Bürgermeister und Arzt Johann Heinrich Großmann stiftete 1714 seine über 1.100 Bände zählende Büchersammlung mit den Schwerpunkten Medizin, Theologie, Jura, Philosophie und Geschichte der Kirchenbibliothek der Pirnaer Stadtkirche St. Marien. Großmann verfügte mit der Stiftung testamentarisch die Begründung einer öffentlichen Bibliothek und legte somit den Grundstein für das Leihbüchereiwesen in Pirna.
Im Jahr 1874 eröffnete der Stadtverein für Innere Mission eine 200 Bände umfassende Volksbibliothek, welche 1900 ins Rathaus verlegt wurde und 1914 mit einem Bestand von 1.600 Bänden in den Besitz der Stadt Pirna überging. Etwas später, ab dem Jahr 1928, wurde die Bezeichnung „Stadtbücherei“ eingeführt und 1930 bezog die Bibliothek ihr neues Domizil in einem Neubau anstelle der alten Handelsschule. Am 19. April 1945 wurde beim Bombenangriff auf Pirna auch das Gebäude der Stadtbücherei zerstört, allerdings gelang am 11. Oktober desselben Jahres die Neueröffnung in der Breiten Straße 21 mit einem Restbestand von 3.600 erhaltenen Bänden. Ab April 1950 konnten dann die neuen Räume in der Klosterstraße 11c bezogen werden. Nach dem Herauslösen einer Kinderbibliothek im Jahr 1954, wurde ab 1955 der Name „Stadt- und Kreisbibliothek“ geführt.
Zum 1. Juli 1993 übernahm die Stadt Pirna die Trägerschaft der Stadtbibliothek und 6 Jahre später erfolgte die Eröffnung in der Dohnaischen Straße 76, wo sie heute noch ihren Sitz hat. 2002 wurde auch Pirna nicht vom Jahrhunderthochwasser in Sachsen verschont. Am 14. August bahnten sich Gottleuba und Elbe ihren Weg durch die Gemäuer und hinterließen ein Bild der Verwüstung. Im Dezember desselben Jahres wurde die Bibliothek, trotz der vielen Schäden die das Hochwasser hinterließ, provisorisch wiedereröffnet und im August 2008 dann endgültig. Seit Januar 2005 gehört die Stadtbibliothek Pirna zur Kultur- und Tourismusgesellschaft Pirna mbH, welche damals neu gegründet wurde.
Im deutschlandweiten Ranking des Bibliotheksindex (BIX) belegte die Stadtbibliothek Pirna 2009 den Platz 22 unter 177 teilnehmenden Bibliotheken. 2011 wurde die Stadtbibliothek für das Projekt Vorlesepaten für Krabbel- und Vorschulkinder mit dem Sächsischen Bibliothekspreis ausgezeichnet.

## Bibliotheksbereiche

### Fachbereich
Der Fachbereich der Stadtbibliothek Pirna verfügt über ca. 30.000 Medien unterschiedlicher Sachgebiete und befindet sich im 1. Obergeschoss des Gebäudes. Hier ist auch, in separaten Glasvitrinen, der Territorialbestand zu finden, welcher nur bedingt ausleihbar ist. An der Theke der ersten Etage gibt es eine Auskunft, außerdem können Kopien angefertigt werden.
Des Weiteren besteht die Möglichkeit der Fernleihe, falls der gewünschte Titel nicht im Bestand ist.

### Belletristik
Im 2. Obergeschoss befindet sich der Bestand an Romanen von mehr als 6.000 Bänden und fast 800 Hörbüchern.
Das Zeitschriftensortiment reicht von Handarbeits- und Frauenzeitschriften über Männermagazine bis hin zu aktuell-politischen Heften und Computerzeitschriften, zurzeit über 100 Abonnements. Als Tageszeitungen werden die Pirnaer Ausgabe der „Sächsischen Zeitung“ und die „Dresdner Neueste Nachrichten“ geführt, dazu regionale Presse wie „Wochenkurier“, „Rundschau“ und „Pirnaer Anzeiger“.

### Schulbibliothek
Die Bereiche der Jugendliteratur und der neuen Medien verteilen sich auf die beiden Seitenflügel des Hauses. Spielfilme auf DVD und Video, Musik-CDs und DVDs von Rock bis Klassik befinden sich im neuen verglasten Seitenflügel.
Genau gegenüber liegt im alten Seitenflügel mit seinen Laubengängen, welcher sich in der verglasten Front des neuen Seitenflügels spiegelt, die Schulbibliothek.
Hier finden sich Nachschlagewerke, Literaturhilfen, Ratgeber zur Berufs- und Studienwahl und unterrichtsbezogene Schulliteratur. Im Freizeitbereich stehen unter anderem Jugendromane und -zeitschriften, PC- und Wii-Spiele zur Verfügung, sowie ein kleiner Bereich mit tschechischsprachiger Literatur.

### Kinderbibliothek

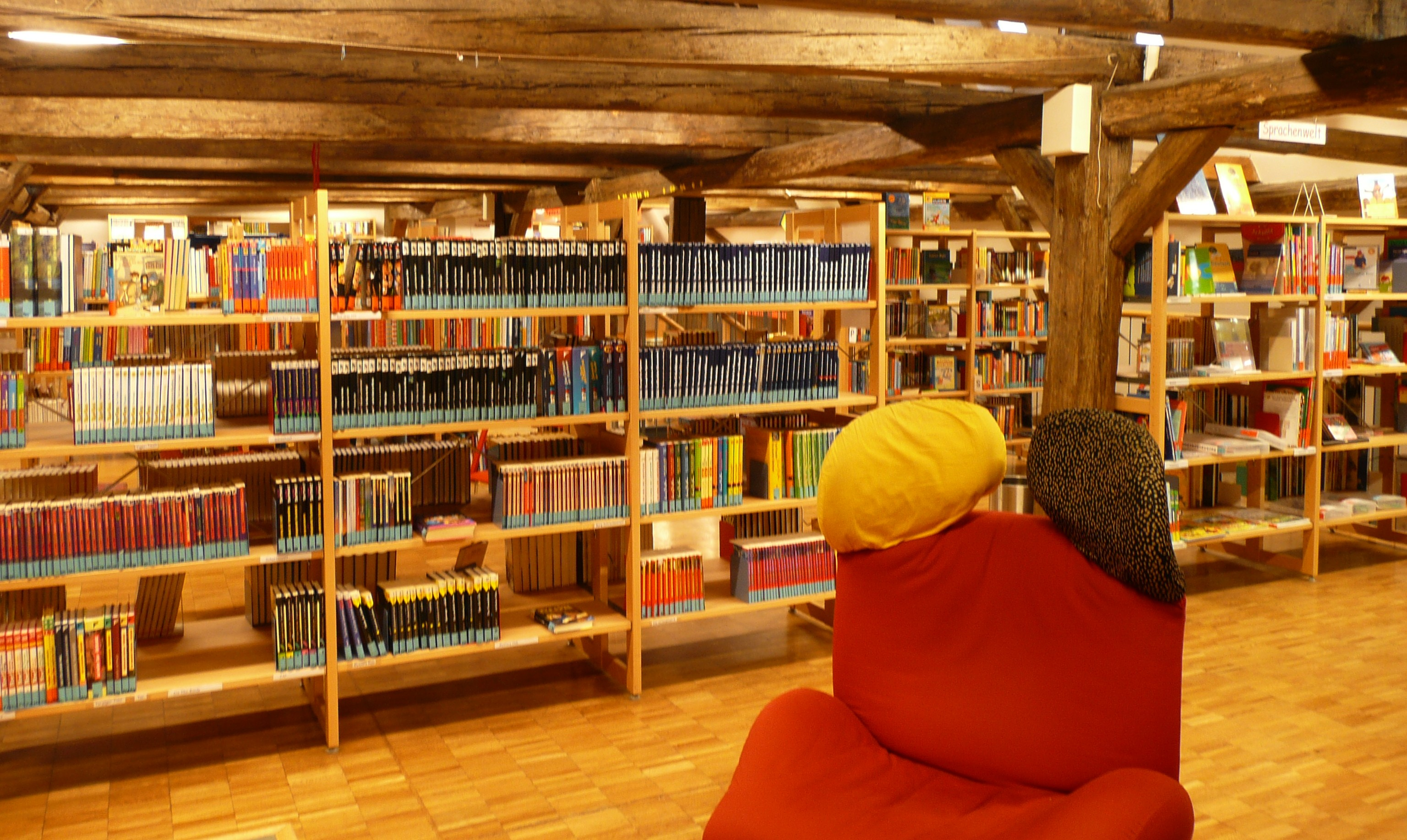
Die Kinderbibliothek im Dachgeschoss

Im Dachgeschoss befindet sich ein Bestand von mehr als 10.000 Kindermedien, darunter Spiele, CDs und Kassetten, Videos und DVDs.
In der integrierten Elternbibliothek finden werdende Eltern und Eltern Erziehungsratgeber, Bastelbücher und vieles mehr. Hier besteht auch die Möglichkeit zum Stillen, Wickeln und Füttern.

## Veranstaltungen und Service
Es werden eine Reihe von Veranstaltungen angeboten. Bei den Kindern sind besonders die Lesenächte beliebt, bei denen Bücher schauspielerisch vorgestellt werden (Bookslam) und anschließend in der Bibliothek übernachtet wird.
Aber auch literarische Veranstaltungen, wie Kriminächte und Autorenlesungen finden regen Zuspruch bei Lesern, so konnten unter anderen schon Autoren wie Friedrich Schorlemmer und Birgit von Derschau (Kripo live) für Vorträge begrüßt werden.
Im Rahmen von Projekten zur Sprach- und Leseförderung sowie zur Förderung von Medienkompetenz werden Lesungen für Kinder im Kindergarten- und Grundschulalter sowie Bibliothekseinführungen für Schulklassen angeboten.

## Entwicklung der Besucherzahlen
Im Leitbild 2030 der Stadt Pirna sind folgende Besucherzahlen dokumentiert:
- 2006: 106.437 Besucher
- 2007: 118.750 Besucher
- 2008: 113.114 Besucher
- 2009: 106.506 Besucher
- 2010: 107.480 Besucher
- 2011: 118.009 Besucher
- 2012: 120.245 Besucher
- 2013: ca. 102.000 Besucher (Schätzung aufgrund Ausfall des Zählgerätes beim Hochwasser 2013)
- 2014: 115.090 Besucher